# ميار الغيطي
ميار الغيطي (7 يونيو 1992 -)، ممثلة مصرية.

## حياتها
والدها هو السينارست محمد الغيطي، شاركت لأول مرة عندما كان عمرها 5 سنوات في مسلسل الحصيدة 1997 م. ظهرت للمرة الثانية في 2008 مع تامر حسني في كابتن هيما ثم ابتعدت عن السينما لفترة واتجهت للتلفزيون لتظهر بقوة في الدراما التلفزيونية من خلال الكثير من الأشكال الدرامية لتثبت موهبتها وقدرتها على الأداء التمثيلي. عارض والدها دخول التمثيل في البداية بسبب دراستها، لكنها استطاعت إقناعه بأن التمثيل لن يعطلها عن الدراسة فساعدها معنويا بنصائحه.
جسدت ثلاث شخصيات مختلفة وناجحة أولها خلال مسلسل «بنت من الزمن ده» فلعبت دور «شوقية» شقيقة «شروق» وهي بنت من طبقة فقيرة وتعمل خادمة في البيوت وتغرم بشاب من الطبقة نفسها وتتزوجه، وتختلف الشخصية تماما عن دورها في مسلسل «قلب ميت» حيث لعبت دور «غادة» الفتاة الارستقراطية الطيبة والرومانسية التي تغرم بالشاب «كريم» الذي يموت أمام عينيها وتتحمل الآلام وتتعامل مع الموقف، لكن في ثالث أعمالها الدرامية «أيام الحب والرعب» جسدت دور الفتاة الجامعية المثقفة المتحررة التي تتعرض لصدمة عاطفية فتتغير حياتها لتنضم إلى إحدى الجماعات الإسلامية وترتدي النقاب، لكنها تدرك أن الدين أعمق من ذلك، فتعود إلى حياتها الطبيعية.
شاركت عام 2013 بطولة مسلسل «آدم وجميلة»، مع كل من الفنانين حسن الرداد، ويسرا اللوزي، وميريهان، وزكي فطين عبد الوهاب الذي تجسد خلاله شخصية «إيمان» شقيقة حسن الرداد، وابنة حسين الإمام، وبثينة رشوان، وتعمل كعازفة بيانو تتعرض الي حادث تفقد فيه بصرها ولكنها لم تياس من مواجهة الحياة رغم اصابتها .

## أعمالها

### الأفلام
- 2008: كابتن هيما
- 2010: عايشين اللحظة
- 2010: الثلاثة يشتغلونها
- 2013: فبراير الأسود
- 2014: واحد صعيدي

### المسلسلات
- 1997: الحصيدة
- 2003: حد السكين
- 2008: قلب ميت
- 2008: أيام الرعب والحب
- 2008: قلب ميت
- 2008: بنت من الزمن ده
- 2009: حرمت يا بابا
- 2009: الهروب من الغرب
- 2009: أدهم الشرقاوي ج2
- 2010: حرمت يا بابا (ج2)
- 2011: لحظة ميلاد
- 2011: الشوارع الخلفية
- 2012: مع سبق الأصرار
- 2012: بالأمر المباشر
- 2013: آدم وجميلة
- 2014: سرايا عابدين
- 2015: وش تاني
- 2015: سرايا عابدين (ج2)
- 2015: أريد رجلا (ج1، ج2)
- 2016: جراند أوتيل
- 2016: جراب حواء
- 2017: ولاد تسعة
- 2017: حكايات بنات (ج3)
- 2017: السرايا
- 2018: أبواب الشك
- 2018: طلعت روحي
- 2019: مملكة الغجر
- 2019: سوبر ميرو
- 2022: جزيرة غمام
- 2024: صُدفة

### المسرحيات
- 2011: ورد الجناين
- 2013: بدر البدور والبير المسحور
- 2016: حب على نضافة

### الرسوم المتحركة
- 2009: فطوطة وتيتا مظبوطة

### البرامج
- 2012: ملكة المطبخ

## وصلات خارجية
- ميار الغيطي على موقع IMDb (الإنجليزية)
- ميار الغيطي على موقع الدهليز
- ميار الغيطي على موقع قاعدة بيانات الأفلام العربية